# Vigelsbo, Västerlövsta
Vigelsbo är en by i Västerlövsta socken, Heby kommun.
Vigelsbo omtalas i dokument första gången 1514 ("Wekelesaboda"). En gård i Vigelsbo förekommer i jordeboken av Gunhild Johansdotter (Bese)s arvegods, vilken årligen räntar 300 järn och 1 mark penningar. Jordeboken 1538 upptar två gårdar, ett helt mantal frälse, och et helt mantal skatte om 4 öresland. 1556 upptas en gård (frälsegården) i Måns Johansson (Natt och Dag)s arvskiftesjordebok, den anges ränta 300 järn, 1 mark avradspenningar, 4 öre fogdepenningar och 1 mark gästningspenningar. 1562 Anges Margareta Månsdotter (Natt och Dag) inneha en gård som räntar 300 järn och 2 mark 4 öre hästaståndspenningar. Skattegården anges 1569 vara bergsmanshemman.